# Edutainment
Edutainment (gelegentlich auch eingedeutscht ‚unterhaltsames Lernen‘) ist ein Kofferwort, das sich aus den englischen Wörtern education (Bildung) und entertainment (Unterhaltung) zusammensetzt. Es gibt eine weitere und eine engere Bedeutung des Begriffs. Die weite Bedeutung von Edutainment umfasst alle Formen und Angebote im Kultur- und Freizeitbereich, welche Unterhaltung und Bildung verbinden. Dazu gehören auch moderne Freizeitzentren mit Themenwelten, interaktive Museen, komplexe Erlebniszentren, sowie multimediale Ausstellungen und Events. Die engere Bedeutung von Edutainment bezieht sich auf Konzepte der elektronischen Wissensvermittlung, bei dem die Inhalte spielerisch und unterhaltsam vermittelt werden. Dazu gehören entsprechende Fernsehprogramme, Computer-/Videospiele oder andere Multimedia-Softwaresysteme.
Durch die Verbindung von Bildung und Unterhaltung soll die Lernmotivation gesteigert und das Lernen effizienter und erfolgreicher gestaltet werden. Edutainment kann außerdem dazu genutzt werden, den Fokus auf bestimmte gesellschaftliche, soziale oder gesundheitliche Themen zu lenken.

## Begriff

### Konzept
Traditionelle Lernformen, meist Frontalunterricht mit oder ohne textgebundenen Materialien, werden von Kindern und Jugendlichen schon immer als Arbeit und Anstrengung angesehen. Dem gegenüber steht eine Medienwelt, bei der Unterhaltung und Spaß im Vordergrund stehen, das Lernen aber keine größere Rolle spielt. Edutainment versucht, beide Aspekte erfolgreich miteinander zu verbinden. Spielerische und unterhaltsame Methoden werden verwendet, um das Lernen schneller, effizienter und erfolgreicher zu gestalten. Verschiedene Studien belegen, dass Interesse, Motivation und Spaß grundlegende Voraussetzungen für erfolgreiches Lernen sind. Mit der Vermittlung von Inhalten durch Einbindung unterhaltsamer Methoden soll die Freude am Lernen gesteigert werden. Das Verhältnis zwischen Lernen auf der einen sowie Spiel und Unterhaltung auf der anderen Seite kann im Edutainment sehr unterschiedlich ausfallen. Jedoch darf keiner der beiden Aspekte zu sehr im Vordergrund stehen.

### Abgrenzung
Die Abgrenzung zwischen Edutainment, Lernprogrammen und Spielen ist auf Grund fließender Übergänge sehr schwierig und nicht eindeutig. Lernprogramme vermitteln Schul- oder Faktenwissen. Die Wissensvermittlung steht im Vordergrund und festgelegte Lernziele werden verfolgt. Dagegen präsentieren Edutainmentprogramme mehr themenübergreifendes Wissen. Spielen und Spaß nehmen einen größeren Stellenwert ein.

### Verschiedene Formen
Davon abhängig, wie stark entweder spielerische oder lernorientierte Akzente gesetzt werden, können Edutainmentprogramme weiter unterteilt werden:
- Teach-Tale-Tainment: Lehr- oder erzählorientierte Produkte mit einem unterhaltsamen Charakter. Lerninhalte werden auf spielerische und erzählerische Art präsentiert (zum Beispiel Hörspielkassetten, elektronische Bilderbücher).
- Tooltainment: Programme, die als „Werkzeug“ dienen und die Lernenden bei der eigenen kreativen Gestaltung unterstützen
- Skilltainment: Unterhaltsame Spiele zur Förderung allgemeiner Kenntnisse und Fähigkeiten (zum Beispiel Strategie- oder Taktikspiele)
- Simtainment: Simulationsprogramme zur Darstellung von komplizierten wissenschaftlichen Vorgängen, zum Zweck der Vereinfachung und Erklärung von relevanten Inhalten (zum Beispiel Simulation eines Vulkanausbruchs am Computer)
- Infotainment: Unterhaltsame Vermittlung von Bildungsinhalten mit Sachbuch-Charakter (zum Beispiel zu Themen wie Dinosaurier, oder Ritter)

## Eigenschaften
Neue Medien bestimmen zunehmend das Alltagsleben der Menschen. Sinnvoll eingesetzt, können die Merkmale der neuen Medien bestehende Vermittlungsformen erweitern oder ersetzen. Software im Edutainment ist meist als Hypertext gestaltet. Die Wissensvermittlung ist somit im Unterschied zum Lernen mit textbezogenen Materialien nicht linear. Der Lernende kann sich innerhalb des Programms frei bewegen und eine eigene Lernreihenfolge festlegen. Edutainmentprogramme beinhalten außerdem meist multimediale Anwendungen. So können verschiedene Texte, Grafiken, Animationen, Audio und Video miteinbezogen und kombiniert werden. Ein weiteres Kennzeichen ist das hohe Maß an Interaktivität. Der Lernende kann bei Software Einfluss auf das Geschehen nehmen und selber kreativ gestalten. Damit ist er aktiv und spielerisch in die Wissensvermittlung integriert.

## Vor- und Nachteile

### Vorteile
Kinder und Jugendliche haben an einer normalen Lernsoftware meist wenig Freude. Auf Grund ihrer Charakteristika können daher Edutainmentprogramme eine Vielzahl von Vorteilen bieten:
Die Hypertextstruktur ermöglicht einen individuellen Zugang und Umgang zu den angebotenen Informationen. Lernen wird damit zu einem selbst organisierten, geistigen Prozess. Man kann Tempo und Reihenfolge beim Lernen frei wählen und erarbeitet sich selbstständig ein Thema. So werden große Freiräume zum Entdecken von Zusammenhängen geschaffen und gleichzeitig das Experimentieren und Nachdenken gefördert. Durch die Verbindung der Übungsphasen mit spielerischen Elementen wird die Motivation zum selbsttätigen Lernen gesteigert. Aktivität und Kreativität fördern den Lernprozess und die Medienkompetenz. Das Einbinden multimedialer Aspekte ermöglicht das Ansprechen verschiedener Wahrnehmungskanäle, was die Wissensaufnahme und Merkfähigkeit erleichtert. Durch eine spielerische Kommentierung und eine kontextbezogene Rückmeldung findet sofort eine Fehlerkontrolle statt.

### Nachteile
Neben diesen Vorteilen müssen auch mögliche negative Auswirkungen beim Edutainment berücksichtigt werden.
Oft steht das in Edutainmentprogrammen präsentierte Wissen in keinem Kontext zu pädagogisch begründeten Bildungsinhalten. Bei den als Bildung verkauften Wissensinhalten handelt es sich zuweilen nur um Halbwissen. Nachteile für den Lernprozess können entstehen, wenn das Verhältnis zwischen Unterhaltung und Bildung nicht ausgewogen ist. Die Gefahr besteht, dass Entertainment die Medien bestimmt und Informations- und Bildungsaspekte vernachlässigt werden. Wenn in den Konzepten das Spielen dominiert, kann Lernen zum Randaspekt werden.
Häufig wird die Lernanstrengung bei Edutainmentprogrammen verharmlost. Trotz Spiel und Spaß muss es zu einer Auseinandersetzung und kognitiven Verarbeitung des präsentierten Wissens kommen. Diesem Aspekt wird oft zu wenig Beachtung geschenkt.

## Edutainment im Fernsehen
Erstmals tauchte der Begriff Edutainment im Zusammenhang mit Vorschulsendungen für Kinder im Fernsehen in den 60er Jahren in den USA auf. Schon damals war das Fernsehen auch bei Kindern ein Massenmedium zum Zweck der Unterhaltung. Die Sesamstraße war einer der ersten Versuche, Kindersendungen zu konzipieren, bei denen der Unterhaltungs- mit dem Lernaspekt verbunden wird. Mit lustigen Figuren und unterhaltsamen Geschichten sollten Kinder Zahlen, Größenordnungen oder das Alphabet lernen. Die Serie erreichte in den USA und in Deutschland bei Kindern hohe Beliebtheit. Der erhoffte Lernerfolg setzte jedoch nicht ein. Die 1971 entwickelte Sendung mit der Maus gilt als Kindersendung, die „Lach-“ mit „Sachgeschichten“ verbindet. Unterhaltsame Zeichentrickfilme wechseln sich mit informativen Beiträgen ab, die bestimmte Phänomene erklären. In der Kindersendung Löwenzahn werden einzelne Fragestellungen in eine Gesamtgeschichte eingebettet. Der Moderator setzt sich auf unterhaltsame Art und Weise mit dem Thema auseinander und sucht nach Antworten. So entsteht eine Mischung aus Neugierde und Witz. Ein neueres Programmangebot stellt die Sendung Teletubbies, eine Fernsehserie für Kleinkinder, dar. Auch hier werden die zu vermittelnden Themen direkt in eine unterhaltsame Geschichte, meist von Kindergartenkindern erlebt, eingebunden.
Bekannt und beliebt sind auch die Zeichentrick-Serien der Reihe Es war einmal … von Albert Barillé. Mit Ausnahme der Serie Es war einmal der Weltraum, die eine rein fiktive Handlung hat, werden Kenntnisse über Geschichte, Geografie, den menschlichen Körper, die Umwelt usw. vermittelt.
Die schwedische Autorin Selma Lagerlöf schrieb ihren Roman Die wunderbare Reise des kleinen Nils Holgersson mit den Wildgänsen ursprünglich, um schwedischen Schulkindern Landeskunde näherzubringen. Bei den späteren Verfilmungen, die nicht zu diesem Zweck, sondern nur zur Unterhaltung erfolgten, lag das Augenmerk freilich mehr auf Nils’ Abenteuern, so dass die ursprüngliche Lehrabsicht nicht mehr erkennbar war.
Der Bayerische Rundfunk produzierte zwei Sprachkurs-Serien speziell für Kinder: Playtime - English for Children (Englisch, 30 Folgen) und Viens jouer avec nous (Französisch, 39 Folgen).
Auch im Erwachsenensektor wird die Wissensvermittlung verstärkt mit Unterhaltungsangeboten kombiniert. Quiz- und Wissenssendungen erreichen hohe Einschaltquoten. Seifenopern und Spielfilme können ebenfalls Elemente aus dem Edutainmentbereich beinhalten und zielen darauf ab, spezielle Inhalte an das Publikum weiterzugeben. Zum Beispiel setzen sich der Film Das weiße Kaninchen mit Cyber-Grooming, der Film Die Spielerin mit Spielsucht und der Film Ich gehöre ihm mit Zwangsprostitution mit Rekrutierung nach der „Loverboy-Methode“ auseinander. Andere häufig in Filmen verarbeitete Themen sind Geschichte, der Lebenslauf berühmter Persönlichkeiten, Toleranz, Integration und der Umgang mit bestimmten Krankheiten oder Behinderungen.

## Gesellschaftlicher Aspekt
Unterhaltungsangebote im Fernsehen können Informations- und Wissenselemente auch im Sinne von Aufklärung gezielt einbauen. Vor allem Sendeformate wie Seifenopern, die auch von unteren sozialen Schichten und Jugendlichen gesehen werden, stellen ein geeignetes Transportmedium dar, um soziale Botschaften oder Entwicklungen zu vermitteln. So können beispielsweise gesundheitspolitischen Themen wie HIV, Krebs, aber auch soziale Probleme wie Gewalt und Arbeitslosigkeit, in der Handlung aufgegriffen werden. Damit werden spezielle Themen medial in das Bewusstsein der Gesellschaft gerückt. In Entwicklungsländern werden solche Formate genutzt, um Alphabetisierungsmaßnahmen oder politisches bzw. berufliches Wissen zu unterstützen. In Industrieländern können Jugendliche so mit Themen erreicht werden, die in der Schule nicht ausführlich genug behandelt werden können.